# Mount Launoit
Mount Launoit är ett berg i Antarktis. Det ligger i Östantarktis. Norge gör anspråk på området. Toppen på Mount Launoit är 2 470 meter över havet.
Terrängen runt Mount Launoit är platt åt nordost, men åt sydväst är den kuperad. Trakten är obefolkad. Det finns inga samhällen i närheten.